# Benjamín Monterroso
Benjamín Eduardo ‘Mincho’ Monterroso Díaz (ur. 1 września 1952 w Gwatemali) – gwatemalski piłkarz, grający na pozycji pomocnika, trener piłkarski.

## Kariera piłkarska

### Kariera klubowa
W 1970 rozpoczął zawodową karierę piłkarską w CSD Municipal. W latach 1980–1981 grał w Juventud Retalteca. W 1982 został piłkarzem Cobán Imperial, w którym występował do 1986 roku. W 1987 przeszedł do Comunicaciones FC.

### Kariera reprezentacyjna
W latach 1971–1986 bronił barw narodowej reprezentacji Gwatemali.

## Kariera trenerska
Po zakończeniu kariery piłkarskiej rozpoczął karierę szkoleniową. Od 1997 do 1998 trenował CSD Municipal. Od grudnia 1998 do grudnia 1999 prowadził narodową reprezentację Gwatemali. Został mianowany trenerem reprezentacji po raz drugi od grudnia 2003 do 2004 roku, ale nie rozegrał oficjalnych meczów.
Potem do 2005 trenował kluby, m.in. CF Universidad de San Carlos, Deportivo Jalapa i CSD Suchitepéquez.
W styczniu 2007 roku został mianowany trenerem Gwatemalskiej reprezentacji kobiet, ale w październiku 2008 roku powrócił do trenowania męskiej drużyny narodowej, pracując na tym stanowisku do 2009 roku.
W 2010 objął stanowisko głównego trenera klubu Unifut w najwyższej klasie rozgrywkowej kobiet w Gwatemali, wygrywając do 2011 roku cztery kolejne tytuły mistrzowskie.
6 lutego 2012 roku został mianowany również na selekcjonera kobiecej reprezentacji Gwatemali U-20.